# Brita Schwarz
Brita Elisabeth Schwarz, född i Stockholm den 29 augusti 1933, är en svensk ekonom med inriktning mot operationsanalys, framtidsforskning och förvaltningsekonomi.

## Utbildning
Schwarz blev filosofie magister i Stockholm 1954 och filosofie licentiat 1958.

## Karriär
Schwarz var laborator på FOA 1959, institutionschef på FOA 1959, arbetade vid OECD i Paris 1967–1969, planeringschef på Civilförsvarsstyrelsen 1970–1972, expert på SSLP/FöD 1973–1976 och var verksam vid Ekonomiska forskningsinstitutet vid Handelshögskolan i Stockholm efter 1976.
Brita Schwarz var adjungerad professor i företagsekonomi med särskild inriktning mot operations- och systemanalys vid Handelshögskolan i Stockholm 1991–1998.

## Familj
Schwarz är dotter till köpmannen Sven Ygberg och gymnastikdirektören Astrid, född Kromnow, och systerdotter till riksarkivarien Åke Kromnow samt barnbarn till direktören Axel Kromnow. Schwarz var 1955–1989 gift med överbibliotekarie Stephan Schwarz (född 1932) .

## Böcker av Brita Schwarz
- Framtidsvisioner i långsiktig planering (1974), tillsammans med Nils Andrén[5].
- Krispolitik och framtidsstudier (1982), tillsammans med Staffan Laestadius
- Energisystemframtider, multipla mål - ny teknik (1981), tillsammans med Ingemar Lekteus
- Marginaleffekter och tröskeleffekter, barnfamiljerna och barnomsorgen - rapport till Expertgruppen för studier i offentlig ekonomi (1991), tillsammans med Kjell Nyman
- Methods in futures studies - problems and applications (1982), tillsammans med Björn Wittrock
- Skatter och transfereringar till hushållen - en utvärderingsmodell med tillämpningsexempel från bostadssektorn (1989), tillsammans med Kjell Nyman
- Transporter och transportforskning - ett framtidsperspektiv (Transportation and transport research - future directions) (1978), tillsammans med Jan-Erik Svensson